# Lithacodia integra
Lithacodia integra là một loài bướm đêm trong họ Noctuidae.